# Marquette (Nebraska)
Marquette é uma vila localizada no estado americano de Nebraska, no Condado de Hamilton.

## Demografia
Segundo o censo americano de 2020, a sua população era de 236 habitantes. Em 2006, foi estimada uma população de 276, um decréscimo de 40 habitantes (-14.5%).

## Geografia
De acordo com o Departamento do Censo dos Estados Unidos, tem uma área de 0,54 km², dos quais 0,54 km² cobertos por terra e 0,00 km² cobertos por água.

## Localidades na vizinhança
O diagrama seguinte representa as localidades num raio de 20 km ao redor de Marquette.